# 银隆海豚公交车

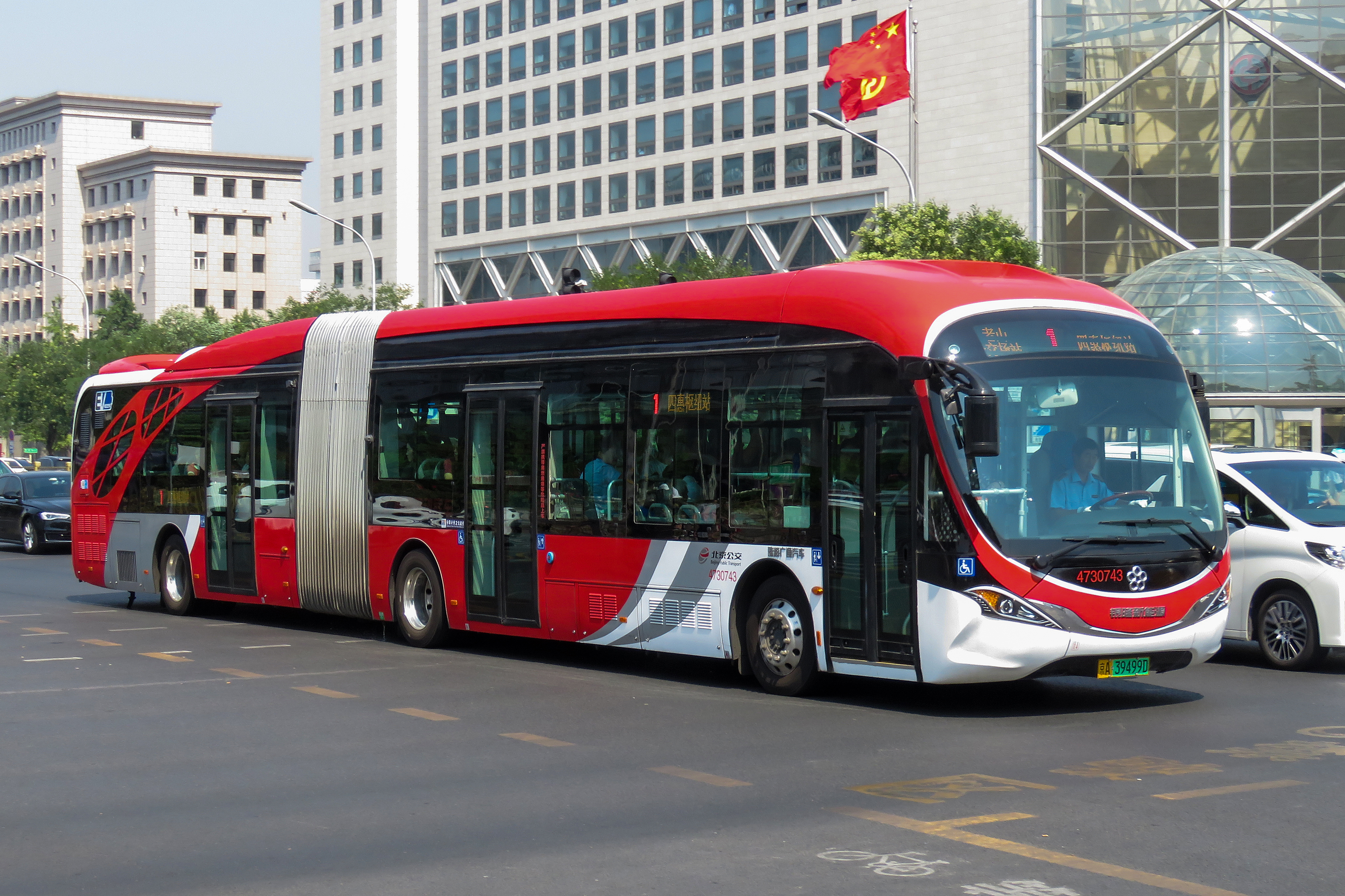
GTQ6186BEVBT3型担当北京公交1路行驶在西单（2018年6月30日）

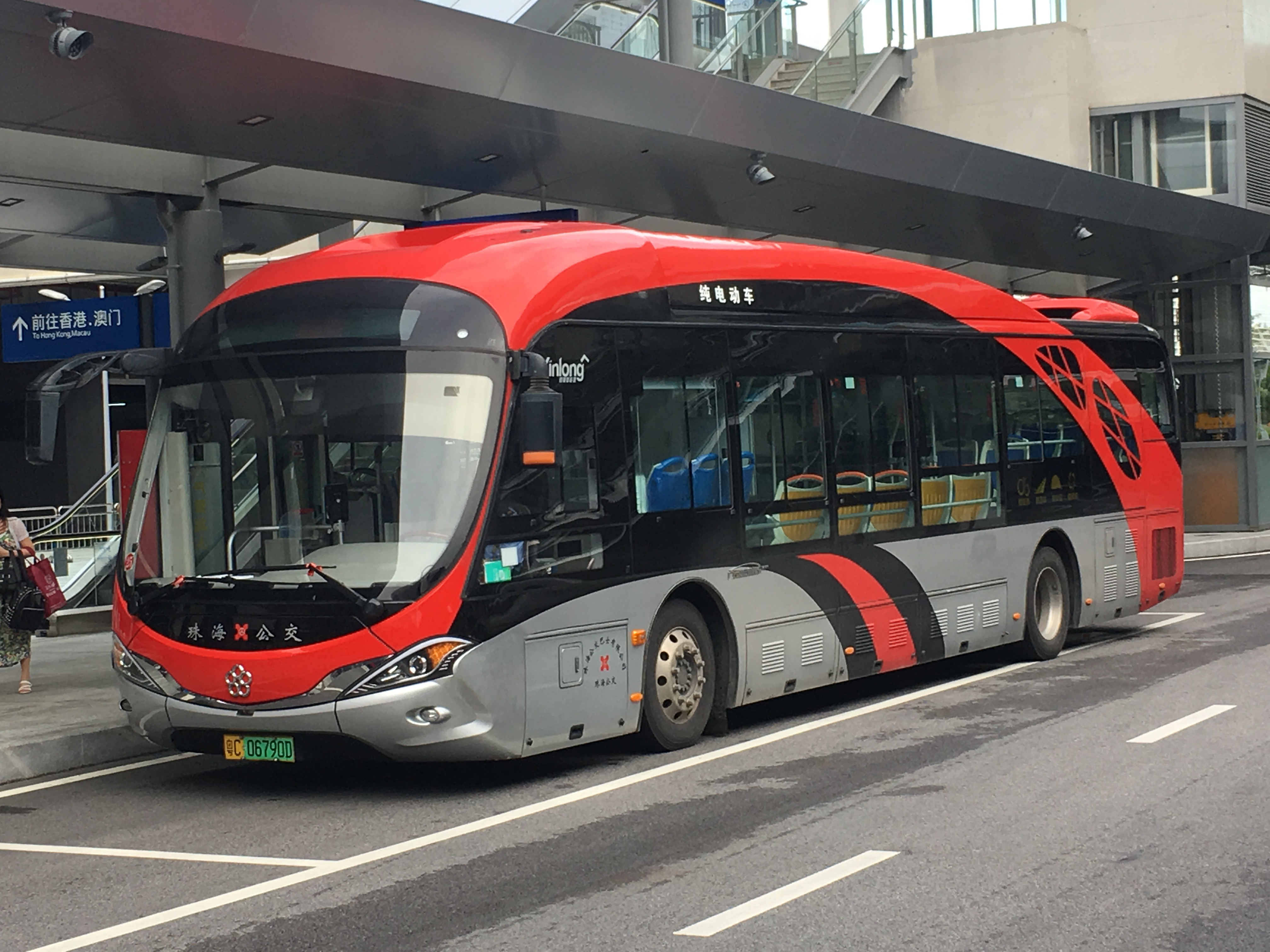
珠海公交使用的单机版

银隆海豚公交车，是珠海银隆新能源生产的一个纯电动公共汽车系列，因其车体形似海豚而命名。

## 特点
银隆海豚公交车为纯电动公共汽车，其蓄电池为自行研发的钛酸锂、磷酸铁锂蓄电池。相较于传统的三元材料蓄电池，钛酸锂蓄电池虽然能量密度较低、成本较高，但安全性极高，循环寿命长，因而相对适合城市公交车的使用场景。车辆外观模仿海豚造型（因此得名），采用大流线设计以降低风阻。

## 规格

### GTQ6186BEVBT3
- 发动机：珠海银隆YLP-MP135-W
  - 功率：额定135kW、峰值220kW
- 储能装置及容量：珠海银隆钛酸锂电池、138kWh（575V240Ah）
- 最高速度：69km/h
- 车长：18米
- 轴距：5.9米+6.0米
- 整备质量及载客数：
  - 高配：20.3吨、118人
  - 中配：19.5吨、130人
  - 低配：18.4吨、147人

## 应用
2017年10月22日，由银隆新能源生产的海豚公交车18米车型（GTQ6186BEVBT3）开始担当北京公交1路车，这也是北京首批投入普通公交线路运营的18米纯电动通道车，首批共有10辆新车投入运行。新车采用了大容量、宽通道的结构设计，载客量可达130人。新车的车厢地板与站台齐平，车辆还设有照顾残疾乘客的无障碍踏板，并配有PM2.5自动过滤净化系统、360度安全预警系统以及360度车道偏离预警系统，这是北京公交线路首次配备上述系统。因公交车使用大红色、间杂白色条纹，加上采用仿生海豚造型，故该车被称为“中国红”和“大红鱼”。北京公交集团还计划将担当该线路的液化天然气公交车全部替换为该款车型。